# Shady Records

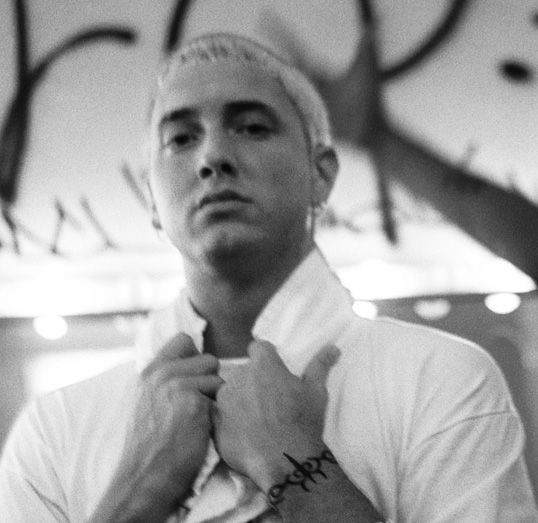
Imatge del raper Eminem.

Shady Records és un segell discogràfic dels Estats Units especialitzat en la música hip-hop. Fundat l'any 1999 sota Interscope Records per Eminem i el seu mànager Paul Rosenberg, després de l'èxit de The Slim Shady LP.
El segell té certs vincles amb Aftermath Entertainment de Dr. Dre.
Des de la seva fundació, Shady Records ha signat dotze contractes i actualment en manté set. També ha format part dels negocis comercials de l'emissora de ràdio Shade 45 a través de Sirius Satellite Radio.
The Alchemist és el DJ oficial d'Eminem i un afiliat de Mobb Deep, ells mateixos van signar per la marca G-Unit Records de 50 Cent.

## Artistes
| Artista          | Any de signatura | Àlbums (Shady) publicats | Descripció |
| ---------------- | ---------------- | ------------------------ | --- |
| Eminem           | 1999             | 6                        | Eminem és cofundador de Shady Records. |
| D12              | 1999             | 2                        | És un grup que també ha publicat dos àlbums amb aquest segell, el primer va ser força polèmic: Devil's Night (2001). El segon es va publicar el 2004 sota el nom de D12 World. Els dos àlbums van arribar a disc de platí. Els tercer àlbum està programat que surti el 2007. El grup consisteix en diferents solistes de rap Bizarre, Eminem, Kon Artis, Kuniva, i Swift. |
| Obie Trice       | 2000-2008        | 2                        | Raper de Detroit, va debutar amb l'àlbum Cheers, el 2003, amb disc de platí. El seu segon i últim àlbum amb aquest segell és Second Round's On Me (2006). |
| 50 Cent          | 2002             | 4                        | Aquest raper de Nova York va signar per Shady Records i Aftermath Entertainment. L'11 de setembre de 2007 va publicar el seu tercer àlbum Curtis. Ja està preparant el seu quart disc Before I Self Destruct. En 50 Cent també té segell propi: G-Unit Records. |
| Ca$his           | 2006-2011        | 1                        | Un artista de Califòrnia que es va unir a Shady Records el 2006. Ha participat en la compilació del disc Eminem Presents the Re-Up. |
| Stat Quo         | 2003-2008        | -                        | Un artista d'Atlanta que es va unir a Shady Records i Aftermath Entertainment el 2003. |
| Bobby Creekwater | 2005-2009        | -                        | Un altre artista d'Atlanta que va signar per Shady Records el 2005. També va participar en la compilació de l'àlbum Eminem Presents the Re-Up. |
| Slaughterhouse   | 2011             | 1                        | Grup format per quatre MCs. Van treure l'àlbum Welcome to: Our House el 28 d'agost de 2012. |
| Yelawolf         | 2011             | 1                        | Raper d'Alabama. Va publicar el seu LP de debut Radioactive el 21 de novembre de 2011. |
| Bad Meets Evil   | 2011             | 1                        | Duo format per Eminem junt amb Royce da 5'9''. Van publicar l'EP Hell: The Sequel el 14 de juny de 2011. |
| Joell Ortiz      | 2012             | -                        | Un membre de la banda Slaughterhouse. |